# 名鉄5500系電車
名鉄5500系電車（めいてつ5500けいでんしゃ）は、名古屋鉄道（名鉄）が1959年（昭和34年）から2005年（平成17年）まで運用した電車である。
戦後の日本において、特別料金を徴収しない列車に使用される列車としては初めて冷房装置を装備した車両である。2次に分けて合計30両が製造され、後継車両となる7000系パノラマカーが登場したあとも、長期にわたり優等列車に運用されていたが、1990年代以降は普通列車への運用が多くなった。2000年（平成12年）から廃車が開始され、2005年までに全車両が廃車された。
名鉄の社内では5000系以降の高性能車について「SR車」と呼称していることに倣い、本項でもそのように表記する。また、1959年4月に竣工した車両については「1次車」・同年12月に竣工した車両については「2次車」と表記し、特定の編成について記す場合は、豊橋向きの先頭車の車両番号をもって編成呼称とする（例：豊橋向き先頭車の車両番号がモ5501の編成であれば「5501編成」）。

## 登場の経緯
日本国有鉄道（国鉄）では1955年（昭和30年）から80系電車を豊橋と大垣を結ぶ列車に運用しており、これに対抗するため、名鉄では1955年に初の高性能車として5000系を、1957年（昭和32年）には改良型として5200系を登場させ、名古屋本線の特急に使用していた。
名鉄では、さらに電車に冷房を搭載することを検討した。当時、国鉄ではすでに1958年（昭和33年）に冷房を搭載した国鉄20系電車（当時）「こだま形」を登場させていたが、途中乗降がある上に満員になることも考えられる一般車両の冷房装備の事例は戦後初めてであった。このため、室内用の冷房装置を設置した3800系においてテストを行った。
これらの研究の成果をもとに計画された車両が5500系である。

## 車両概要
5500系は4両編成と2両編成が製造された。系列中に2形式が存在し、すべて電動車である。奇数番号の車両 (Mc1,M1) に補助機器を搭載、偶数番号の車両 (Mc2,M2) に制御装置と集電装置を搭載する。この2両で1ユニットとして扱うことで、2両単位で自由に編成を組成することが可能である。
モ5500形
5500系の編成において両端の先頭車となる制御電動車 (Mc1,Mc2) 。
モ5550形
5500系の編成中間に組み込まれる中間電動車 (M1,M2) 。
本節では以下、1959年の登場当時の仕様を基本として記述し、更新による変更については沿革で後述する。編成については、編成表を参照のこと。

### 車体
先頭車は全長18,830 mm、車体幅は2,740 mmの全金属製車体である。
冷房搭載を行うこと、その冷房の容積や車両限界を考慮して、屋根の高さは低く設定された。また、熱絶縁のため、外板内部にはグラスウールやモルトプレーンと称するウレタンフォームなどの断熱材を用いている。
前面は1957年（昭和32年）に登場した5200系と同様、平面ガラスで構成されたパノラミックウィンドウとし、前面の貫通扉には引込式の貫通幌を設けた。側面窓は5000系と同様に座席2列分を1組とした2段窓であるが、窓ガラスはすべて熱線防止ガラスを使用し、空調装置を使用している際には閉じた位置でロックする機構を有する。
車体の塗装デザインは、上半分がライトピンク、窓から下の部分はダークマルーンという2色塗りである。

### 内装
室内の配色については、天井をクリーム色とし、冷房装置のディフューザーは青みを帯びた色とした。座席の枕カバーはグレー系統とすることで、明るく近代的なものとすることを図った。
座席は転換式クロスシートであるが、戸袋窓部分のみロングシートとしている。

### 主要機器

#### 電装品
制御装置は、5000系と5200系では三菱電機製の単位スイッチ式の制御器を使用していたが、5500系では冷房搭載に伴い、床下に冷房用電源として大型の電動発電機を搭載する必要が生じた。冷房用電源のスペースを捻出するため、5500系では主制御器・主抵抗器・送風機が1つの箱に収められた「パッケージ型制御装置」が採用された。このパッケージ型制御装置は、ゼネラル・エレクトリックと東京芝浦電気（東芝）の技術提携によって開発されたもので、PCCカーの流れを引き継ぐものであるとされている。5500系で採用された主制御器は東芝製のMC-11形で、8基の電動機の制御を行う方式 (1C8M) の多段電動カム軸式制御装置である。主抵抗器は小型化されたため、強制通風式とした。制御段数は、直列・並列とも21段である。なお、2次車では負荷継電回路に変更を加えたMC-11B形となった。
主電動機については、東洋電機製造の直流直巻整流子電動機であるTDK-825A形が採用された。この主電動機の出力は75 kWで、補償巻線付とすることで整流特性の改善を図っている。駆動方式も中空軸平行カルダン駆動方式で、歯数比は78:16=4.875である。制動装置（ブレーキ）については、5000系以降の高性能車で採用実績のある発電ブレーキ併用のHSC-D形電磁直通ブレーキが採用された。台車は、住友金属工業製のウイングばね式金属ばね台車であるFS326形台車が採用された。

#### 空調装置
料金不要の列車に使用する5500系では満員状態を考慮する必要があり、冷房能力や換気については注意が払われた。前述するように3800系を使用したテストを行った結果、停車駅ごとの扉開閉による損失よりも、多客時の発熱量が問題になることが判明しており、その結果を考慮して冷房能力が決定された。
冷房装置は、東芝製の空冷式天井型ユニットクーラーであるTAC-153形を採用した。この冷房装置は冷房能力4,500 kcal/hの能力を有しており、1次車では1両あたり7台、2次車では8台を搭載している。
こだま形の換気方式は自然通風であったが、換気不足で空気が汚濁し不快感を与える可能性があった。このため、5500系では強制換気のために天井に換気ファンを設置した。

#### その他機器
補助電源装置は、出力60 kVAのCLG-326-D形電動発電機を装備した。この電動発電機は主電動機に近い大容量であることから、電源制御についても自動制御とした。電動空気圧縮機はDH-25形を採用した。

## 沿革

### 運行開始
1959年4月1日、5500系1次車として16両が投入され、名古屋本線の特急列車への運用が開始された。同年12月には2次車として14両が投入され、特急列車の全車冷房化が実現した。これによって、それまで特急で使用されていた5000系・5200系については急行運用に転用されることになった。運用開始当初は4両編成と2両編成を連結した6両編成を基本として運用され、運転台同士が連結される部分では貫通幌も使用されていた。
特別料金を徴収しない列車での冷房化は、南海鉄道（当時）で1936年から1937年にかけて導入実績があるが、本格的に冷房化を行ったのは、この5500系が初めてであった。この当時、一般家庭やマイカーにも冷房はなく、鉄道車両においても冷房を搭載した一般列車はほとんどなかったため、沿線住民や利用者を驚かせた。
しかし、当時名鉄で乗務員や検修担当者の教育を行う施設である名古屋鉄道教習所で教官として勤務していた白井昭にとっては、5500系は満足できる車両ではなかった。これは、5200系で客室窓が1枚窓の下降窓だったものが5500系では2段窓に戻されてしまった上、客室から前方風景がよく見えないという理由で、「独創的なところが何もない」と感じていたのである。5500系の登場後、副社長の土川元夫は白井に対して5500系をどう思うか質問したが、白井は「エレガントさがない。夢も希望もない」と即答した。その一方、白井は5500系の主電動機・発電機・制御器などについては「高度化に大きな意義がある」と評価しており、その後白井が開発責任者となる7000系パノラマカーでは、電装品は基本的に5500系を基本とした改良品が採用された。

### パノラマカー登場後
その7000系パノラマカーが登場すると、5500系は他のSR車と同様に急行運用へ転用されるようになり、特急運用は季節特急に使用される程度になった。しかし、当時は踏切事故が多いため、パノラマカーが踏切事故で損傷する事態も多発した。7000系と5500系は同一性能であるため、パノラマカー先頭車が修理のため工場に入場している間は、代わりに5500系先頭車が連結され、その後も非常時には同じ方策が採られるようになった。
| 焼損からの復旧時に高運転台に改造されたモ5509 |  | 普通列車として運用された5500系 |
| 焼損からの復旧時に高運転台に改造されたモ5509 |  | 普通列車として運用された5500系 |

なお、モ5509は1964年（昭和39年）2月に新川工場の火災によって焼損したため、同年9月に復旧する際には車体を新造した上で高運転台仕様となった。また、1960年代後半は短期間に車体塗装デザインが変更されることになった。まず1967年夏からは順次ストロークリームをベースとして赤い帯が入るデザインに変更されたが、1968年末にはスカーレットに白帯が入るデザインに変更され、さらに1970年以降はスカーレット1色に変更された。
1978年（昭和53年）には正面貫通扉の脇に三角形の手すりが設けられたほか、1979年（昭和54年）ごろから、正面の貫通幌撤去と前照灯のシールドビーム化が順次行われた。また、1980年（昭和55年）からは特別整備が開始され、同時に運転台直後の仕切り壁の窓縮小や換気扇設置が行われた。この特別整備は1983年（昭和58年）4月に全車両に対して完了したが、後期に整備された車両では連結面の妻窓が埋められている。また、1983年4月からは7000系の特別整備が開始されたが、7000系先頭車が整備されている場合は、モ5519・モ5520の2両編成を代わりに連結して運用した。

### 運用終了まで
1990年代以降、名鉄ではVVVFインバータ制御の通勤車両が増備されるようになり、5500系は主にローカル区間の普通列車に運用されるようになった。1992年のCI導入後、先頭車両の側面にMEITETSUウイング（いわゆるMマーク）を貼り付けるようになったが、5500系には貼り付けなかった。特に1994年11月から1995年7月に名鉄一宮駅（当時は新一宮駅）付近の高架化工事の際には、他の方面が高架化された後に分断され孤立状態となっていた玉ノ井方面の列車には本形式の5511編成と5519編成の2本4両が限定的に運用され、再接続されるまで走り続けていた。
| スカーレットに白帯の塗装に変更された5515編成 |  | 登場当時のライトピンクとダークマルーンに塗られた5517編成を先頭にした疎開留置中の5500系 |
| スカーレットに白帯の塗装に変更された5515編成 |  | 登場当時のライトピンクとダークマルーンに塗られた5517編成を先頭にした疎開留置中の5500系 |

その後は大きな動きはなく、特別整備を受けていない7000系や7500系の廃車が先行していたが、2000年9月に発生した東海豪雨により、新川検車区に留置されていた5505編成が浸水する被害にあい、同年12月に廃車となった。続いて2001年（平成13年）10月には竹鼻線の一部廃止に伴い5519編成が廃車、2002年（平成14年）4月から5月にかけては小牧線へ300系が投入されたことに伴い、2両編成の5513編成・5515編成・5517編成を除く計5編成が廃車となった。このとき4両編成が消滅し、中間車のモ5550形が廃形式となっている。
残った3編成は、2003年（平成15年）の夏に「甦る5500系」と称するイベントに合わせて、各編成とも歴代の塗装に復元された。5513編成はストロークリームをベースとして赤い帯が入るデザインに、5515編成はスカーレットに白帯が入るデザインに、5517編成はライトピンクとダークマルーンという塗り分けであった。この塗装はその後6000系（蒲郡線・広見線用ワンマン車）でも再現された。
その後も、7000系との連結を含む定期運用や団体臨時列車などに運用されていたが、空港線開業に伴うダイヤ改正で運用から外されることになり、ダイヤ改正前日の2005年1月28日に残った3編成が連結された6両編成で犬山線の布袋駅に疎開留置のため回送された。同じ日に運行終了した8800系（パノラマDX）は事前に名鉄から告知があったのに対し、こちらは何の告知もないまま運行終了となった。同2月8日に舞木検査場へ自力回送され、同年2月10日付で全車両が廃車された。
廃車後、モ5517の前頭部分のみが舞木検査場に保存展示されている。

## 編成表
凡例
Mc …制御電動車、M …電動車（後ろの数字が1なら奇数番号・2なら偶数番号）
CON…制御装置、MG…補助電源装置（電動発電機）、CP…電動空気圧縮機、PT…集電装置

### 4両編成
|          | ← 豊橋岐阜 → |        |        |        |
| 形式     | モ5500       | モ5550 | モ5550 | モ5500 |
| 区分     | Mc1          | M2     | M1     | Mc2    |
| 搭載機器 | MG,CP        | CON,PT | MG,CP  | CON,PT |
| 定員     | 100          | 100    | 100    | 100    |
| 車両番号 | 5501         | 5552   | 5551   | 5502   |
| 車両番号 | 5503         | 5554   | 5553   | 5504   |
| 車両番号 | 5505         | 5556   | 5555   | 5506   |
| 車両番号 | 5507         | 5558   | 5557   | 5508   |
| 車両番号 | 5509         | 5560   | 5559   | 5510   |

### 2両編成
|          | ← 豊橋岐阜 → |        |
| 形式     | モ5500       | モ5500 |
| 区分     | Mc1          | Mc2    |
| 搭載機器 | MG,CP        | CON,PT |
| 定員     | 100          | 100    |
| 車両番号 | 5511         | 5512   |
| 車両番号 | 5513         | 5514   |
| 車両番号 | 5515         | 5516   |
| 車両番号 | 5517         | 5518   |
| 車両番号 | 5519         | 5520   |